# Rue Sévigné
Pour l’article homonyme, voir Rue de Sévigné.
La rue Sévigné est une voie de Nantes, en France.

## Situation et accès
Située dans le centre-ville de Nantes et le quartier Hauts-Pavés - Saint-Félix, la rue est bitumée, ouverte à la circulation automobile. Longue de 240 mètres, elle relie la rue Copernic à la rue Marie-Anne-du-Boccage. Dans sa partie sud, elle est traversée par la rue Bertrand-Geslin.

## Origine du nom
On ignore si la rue a été attribuée en l'honneur de la célèbre épistolière Marie de Rabutin-Chantal, marquise de Sévigné, ou de son fils Charles (1648-1713), baron de Sévigné, qui fut Lieutenant Général à Nantes.

## Historique
On appela également cette artère « rue des Meuniers », puisqu'on trouvait la trace de moulins un peu partout, mais surtout rue Mondésir qui est proche.
En 1956, est créé un établissement annexe du lycée Gabriel-Guist'hau accueillant les activités de premier cycle. À l'horizon 2018, celui-ci est amené à fermer ses portes, les collégiens devant rejoindre leurs camarades du lycée Jules-Verne, probablement dans les locaux du lycée Vial qui devrait être ainsi transformé en collège. La ville de Nantes, propriétaire des bâtiments de la rue Sévigné qui seront ainsi désertés, devra étudier leur destination future.